# Перерване життя
«Перерване життя» (англ. Girl, Interrupted) — драма 1999 року режисера Джеймса Менголда, знята за книгою американської письменниці Сюзанни Кейсен.

## Сюжет
Сюзанна через один дурний вчинок потрапляє до будинку божевільних. Вона з подивом спостерігає за мешканцями божевільні, однак поступово починає з ними товаришувати, особливо з Лісою, найнеспокійнішою з хворих..

## У ролях
| • Вайнона Райдер   | … | Сюзанна Кейсен      |
| • Анджеліна Джолі  | … | Ліза Роув           |
| • Клеа ДюВалл      | … | Джорджина Тускін    |
| • Бріттані Мерфі   | … | Дейзі Рендон        |
| • Елізабет Мосс    | … | Поллі Кларк         |
| • Джефрі Тембор    | … | доктор Мелвін Поттс |
| • Кертвуд Сміт     | … | доктор Крамбл       |
| • Ванесса Редґрейв | … | доктор Соня Вік     |
| • Джаред Лето      | … | Тобіас Якобс        |
| • Вупі Голдберг    | … | Валері Овенс        |
| • Міша Коллінз     | … | Тоні                |

## Нагороди та номінації
- Оскар, 2000 рік

Перемога: найкраща жіноча роль другого плану (Анджеліна Джолі)
- Золотий глобус, 2000 рік

Перемога: найкраща жіноча роль другого плану (Анджеліна Джолі)